# Echinothambema ophiuroides
Echinothambema ophiuroides är en kräftdjursart som beskrevs av Menzies 1956. Echinothambema ophiuroides ingår i släktet Echinothambema och familjen Echinothambematidae. Inga underarter finns listade i Catalogue of Life.